# 中相知信號場
中相知信號場（日语：／ Nakaouchi shingōjō */?）是位於佐賀縣東松浦郡，日本國有鐵道（國鐵）唐津線的號誌站（廢站）。此號誌站是在貨物支線中的一個分岔點，分別前往貨物支線的相知炭坑站（貨運車站）和本線的相知站（單線分岔型號誌站）。

## 歷史
- 1905年（明治38年）10月22日：九州鐵道相知貨物支線分支點（日语：／）啟用[1]。
- 1907年（明治40年）7月1日：九州鐵道被國有化（日语：鉄道国有法）[1]。同時改名為相知分支點（日语：／）[1]。
- 1909年（明治42年）1月1日：再改名為相知炭坑分支點（日语：／）[1]。
- 1915年（大正4年）9月18日：再改名為中相知聯絡所（日语：／）[1]。
- 1922年（大正11年）4月1日：變更為號誌站[1]。
- 1966年（昭和41年）：號誌站被廢除[1]。
- 1978年（昭和53年）10月1日：貨物支線被廢除[1]。

## 相鄰車站
日本國有鐵道（國鐵）
唐津線（貨物支線）
本牟田部－中相知信號場－相知
本牟田部－中相知信號場－（貨）相知炭坑

## 注腳
1. 1 2 3 4 5 6 7 8 9 10  石野哲 (编). . JTB. 1998: 721. ISBN 978-4-533-02980-6 （日语）.

## 相關項目
- 日本鐵路車站列表 Na